# Un tal Lucas
Un tal Lucas (1979) es un libro del escritor argentino Julio Cortázar. El lector puede darse cuenta de que, a pesar de haber llamado «Lucas» al protagonista, la gran mayoría de situaciones, ideas y cavilaciones son más que nada opiniones propias del mismo Cortázar. Lucas es en realidad un alter ego de Cortázar, es un otro el. Intercala cuentos sueltos de diversos temas junto con capítulos que tratan de la vida de un hombre llamado Lucas, relatando situaciones diarias suyas. Dichos capítulos no tienen correlación alguna, ni el libro sigue alguna línea cronológica narrativa, pudiéndose llegar a considerar como un libro de cuentos.
El libro es humorístico en casi toda su extensión. En el póstumamente publicado "Papeles Inesperados" (2009), se encuentran más capítulos inéditos, nunca incluidos en el libro original.